# Тергит
Терги́т — спинная склеротизованная часть сегментарного кольца членистоногих. Степень развития тергитов и строение их в разных группах членистоногих различны. Например, тергиты сегментов тела двупарноногих многоножек (Diplopoda) покрывают не только спинную сторону, но загибаются на боковую и даже на брюшную поверхность, образуя почти полное кольцо, а тергиты грудных сегментов стрекоз (Odonata) настолько малы, что практически не заметны между основаниями крыльев. Тергиты грудных сегментов крылатых насекомых играют важную роль в полёте (через них на основания крыльев передаётся усилие от крыловых мышц непрямого действия) и имеют весьма сложное строение, они разделены на несколько более или менее обособленных отделов, каждый из которых имеет особое наименование.
Склеротизованные образования брюшной поверхности членистоногих называются стернитами, а боковых — плейритами.